# Boekmaag
De boekmaag (Latijn: omasum) is de derde van de vier magen van een herkauwer.
De boekmaag heeft bij een volwassen rund de grootte van een basketbal. De boekmaag wordt zo genoemd omdat de binnenwand van deze maag sterk is geplooid. Deze plooien lijken op de bladen van een boek. Door deze plooien is de binnenoppervlakte van deze maag sterk vergroot. In de boekmaag vindt absorptie plaats van water. Een grote oppervlakte bevordert deze absorptie. Naast het water worden ook mineralen onttrokken aan de voedselbrij. Door het onttrekken van water en mineralen kan de vierde maag, de lebmaag beter haar werk doen, namelijk de voedselbrij aanzuren en beginnen met het splitsen van eiwitten en koolhydraten.